# Football Club Glaris
Le FC Glaris est un club de football de la ville de Glaris en Suisse et fondé en 1912.
Il évolue en 2e Ligue.

## Parcours
- 1988-1992 : Championnat de Suisse D2

## Anciens joueurs
- René Botteron
- Fritz Künzli
- André Caetano Gonçalves